# Nai sừng tấm
Nai sừng tấm (Danh pháp khoa học: Alces) là một chi động vật có vú trong họ Hươu nai, bộ Guốc chẵn. Chi này được Gray miêu tả năm 1821. Loài điển hình của chi này là Alces alces. Hai loài nai sừng tấm là những loài đang tồn tại lớn nhất thuộc họ Hươu nai. Trung bình, một con trưởng thành cao 1.8–2.1 m (6–7 ft) tính tại vai. Con đực có khối lượng 380–720 kg (850–1580 pound) và con cái nặng 270–360 kg (600–800  pound). Phân loài có kích thước lớn nhất phân bố tại Alaska (Nai sừng tấm Alaska- A. a. gigas), cao trên 2.1 m (7 ft) tính tại vai, và nặng trung bình 634.5 kg (1,396 lbs) ở con đực và 478 kg (1,052 lbs) ở con cái. Sau bò rừng bizon, nai sừng tấm châu Âu là loài động vật trên cạn lớn thứ hai ở cả Bắc Mỹ và châu Âu. Vòng đời trung bình của một cá thể từ 15–25 năm.

## Các loài
Chi này gồm các loài:
- Nai sừng tấm Á-Âu - Alces alces: Phân bố ở lục địa Á-Âu
  - Alces alces alces (phân loài chỉ định)
  - Alces a. buturlini: Nai sừng tấm Chukotka hay nai sừng tấm Đông Siberi.
  - Alces a. cameloides: Nai sừng tấm Ussuri hay nai sừng tấm Amur
  - Alces a. caucasicus: Nai sừng tấm Caucasus (đã tuyệt chủng)
  - Alces a. pfizenmayeri: Nai sừng tấm Yakutia hay Nai sừng tấm Lena hay nai sừng tấm Trung Siberia.
- Nai sừng tấm Bắc Mỹ - Alces americanus: Phân bố ở Bắc Mỹ
  - Alces a. americanus: Nai sừng tấm miền đông
  - Alces a. andersoni: Nai sừng tấm miền tây
  - Alces a. gigas: Nai sừng tấm Alaska
  - Alces a. shirasi: Nai sừng tấm Shiras